# 크리스티안 린트너
크리스티안 볼프강 린트너(독일어: Christian Wolfgang Lindner, 1979년 1월 7일 ~ )는 독일의 정치인으로, 현재 국회의원이자 자유민주당의 대표이다.
2009년부터 언론인 다그마어 로젠펠트와 교제하기 시작했으며, 2011년 정식으로 결혼했다. 하지만 2018년 4월 19일 이혼을 선언했으며, 이후 린트너는 또 다른 언론인 프랑카 레펠트와의 교제를 시작했다.

## 역대 선거 결과
| 선거명      | 직책명                      | 대수 | 정당       | 득표율 | 득표수 | 결과 | 당락 |
| ----------- | --------------------------- | ---- | ---------- | ------ | ------ | ---- | ---- |
| 2012년 선거 | 노르트라인베스트팔렌의 총리 | 10대 | 자유민주당 | 9.28%  | 22표   | 3위  | 낙선 |